# Technomyrmex

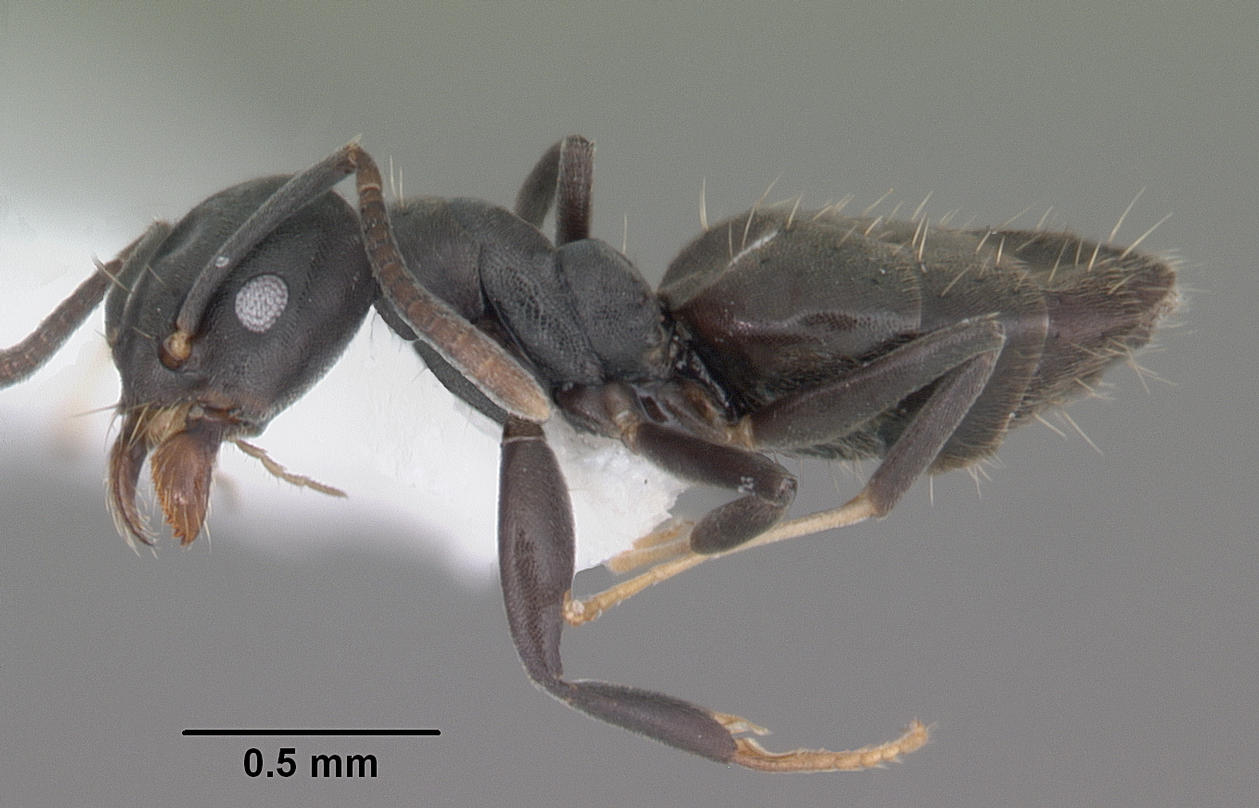
Муравей Technomyrmex albipes

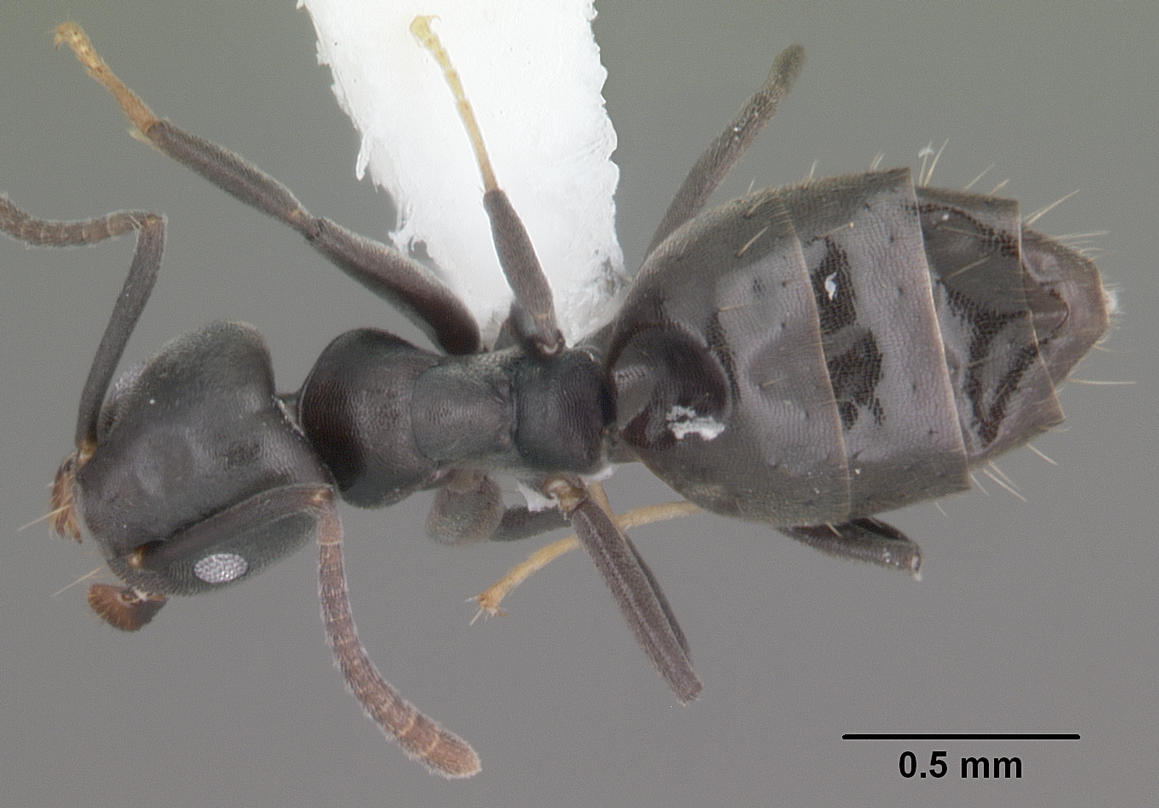
Муравей Technomyrmex albipes

Technomyrmex (лат. , от др.-греч. τεχνο- +μύρμηξ «умелый муравей») — род муравьёв подсемейства долиходерины (Dolichoderinae, Tapinomini). Встречаются повсеместно: Африка, Евразия, Америка, Австралия, Океания. Около 100 видов.

## Описание
Мелкие земляные муравьи, в основном коричневато-чёрного цвета. Усики самок и рабочих 12-члениковые (у самцов антенны состоят из 13 сегментов). Жвалы рабочих многозубчатые, с 9—25 зубцами. Нижнечелюстные щупики, как правило, 6-члениковые, нижнегубные щупики состоят из 4 сегментов (формула 6,4). У некоторых видов формула 5,3  (Technomyrmex pratensis и Technomyrmex lasiops) или 4,3 (Technomyrmex lujae и Technomyrmex reductus). Голени средних и задних ног с одной апикальной шпорой. Проподеум без зубцов. Стебелёк между грудкой и брюшком состоит из одного небольшого сегмента (петиоль низкий, редуцировнный, без чешуйки или узелка). Жало отсутствует.
- Technomyrmex albipes (Smith, F., 1861)
- Technomyrmex antennus Zhou, 2001
- Technomyrmex anterops Fisher & Bolton, 2007
- Technomyrmex briani Sharaf, 2009
- Technomyrmex difficilis Forel, 1892
- Technomyrmex fisheri Bolton, 2007
- Technomyrmex formosensis Yamane, 2018[8]
- Technomyrmex montaseri Sharaf, Collingwood & Aldawood, 2011
- Technomyrmex pallipes (Smith, F., 1876)
- Technomyrmex setosus Collingwood, 1985
- Technomyrmex vexatus (Santschi, 1919)
- Technomyrmex vitiensis Mann, 1921
- Technomyrmex voeltzkowi (Forel, 1907)
- Technomyrmex yamanei Bolton, 2007
- Другие виды

### Палеонтология
Известно несколько ископаемых видов из миоцена и олигоцена:
- †Technomyrmex caritatis Brandão & Baroni Urbani, 1999  — Доминиканский янтарь, миоцен[9]
- †Technomyrmex deletus Emery, 1891 — Сицилийский янтарь, олигоцен
- †Technomyrmex hispaniolae (Wilson, 1985) — Доминиканский янтарь, миоцен[10]
  - =†Iridomyrmex hispaniolae Wilson, 1985
- †Technomyrmex septentrionalis Zhang, 1989 — Китай, миоцен[11]